# Comuna Șepel, Luțk
Șepel (în ucraineană Шепель) este o comună în raionul Luțk, regiunea Volînia, Ucraina, formată din satele Ohotîn, Șepel (reședința) și Zabolotți.

## Demografie
Componența lingvistică a satului Șepel
     Ucraineană (98,18%)
     Rusă (1,82%)
Conform recensământului din 2001, majoritatea populației satului Șepel era vorbitoare de ucraineană (98,18%), existând în minoritate și vorbitori de rusă (1,82%).